# Lijeva Luka
Lijeva Luka is een plaats in de gemeente  Martinska Ves in de Kroatische provincie Sisak-Moslavina. De plaats telt 278 inwoners (2001).